# Saint-Alexis-de-Matapédia
Saint-Alexis-de-Matapédia es un municipio canadiense situado en la provincia de Quebec.

## Superficie
Saint-Alexis-de-Matapédia tiene una superficie de 84,91 km².

## Demografía
En 2021, tenía 519 habitantes, una densidad poblacional de 6,1 hab./km², y 285 viviendas.